# فلورنس هولبروك
كانت فلورنس هولبروك (30 مايو 1860 - 28 سبتمبر 1932) كاتبة أمريكية ومعلمة ومدافعة عن حق المرأة بالاقتراع وناشطة في مجال السلام. أعطت الدروس في مدارس شيكاغو لأكثر من خمسين عامًا، وكانت مندوبة أمريكية إلى المؤتمر النسائي العالمي عام 1915 في لاهاي، وعام 1919 في زيورخ. كانت أيضًا على متن سفينة السلام مع روزيكا شويمر، وجزء من لجنة جون ديوي للتقصي حول التعليم السوفييتي في 1929.

## بدايات حياتها والتعليم
ولدت هولبروك لوالديها إدموند إس. هولبروك وآن كيس هولبروك، في بيرو بولاية إلينوي ونشأت في جولييت. كان والدها قاضيًا ومؤيدًا لإلغاء العبودية. حصلت على درجة البكالوريوس عام 1879 ودرجة الماجستير عام 1885 من جامعة شيكاغو.

## سيرتها المهنة

### التدريس
عملت هولبروك في مدارس شيكاغو العامة على مدار أكثر من خمسين عامًا، مدرسةً للغة اليونانية واللاتينية في المدرسة الثانوية، ومن ثم مديرة مدرسة. عُرف عنها اهتمامها الكبير بتعزيز الفنون في المدارس، وقيادة الرحلات الطلابية إلى معهد شيكاغو للفنون. وكانت رئيسة فرع شيكاغو لجمعية المعلمين في ولاية إلينوي. وفي عام 1908 سافرت إلى أوروبا وبريطانيا العظمى للتقصي حول نظام مدارسهم، فركزت على الموسيقى والحرف اليدوية التي يبدعها الطلاب. حاز عملها على اهتمام وطني خاص عندما أدى طلابها في المرحلة الابتدائية مسرحية الماسك كوموس لجون ميلتون، وهو نص فذ ومليء بالتحديات بالنسبة لأطفال المدارس. ورافقت في 1929 جون ديوي لاستكشاف النظام التعليمي في الاتحاد السوفيتي. تقاعدت من التدريس عام 1929.

### السلام
نُشر مقال صحفي عام 1895 جاء فيه: «فلورنس هولبروك امرأة لا يهمها المجال التعليمي فحسب، إنها قوية بما يكفي لتهتم بكل ما يؤثر على الإنسانية». وكانت عضوًا في جمعية شيكاغو للسلام، ورابطة شيكاغو للمساواة السياسية. كانت عضوًا في الوفد الأمريكي إلى المؤتمر النسائي العالمي في لاهاي عام 1915، وانضمت في 1916 إلى بعثة سفينة السلام بقيادة روزيكا شويمر، وأدارت جولة محاضرات شويمر الأمريكية. وفي عام 1919، انتُدبت مجددًا إلى المؤتمر النسائي العالمي، عندما انعقد في زيورخ.

## منشوراتها
ألفت هولبروك كتبًا للاستخدام المدرسي، غالبًا عن موضوعات الأساطير والفولكلور. ذكر مقال تعريفي في إحدى الدوريات عام 1895 موضحًا: «تعتمد هولبروك نظرية مفادها أنه إذا سمع الأطفال أفضل ما في الأدب منذ بداية تعليمهم فلن يرغبوا أبدًا في أي شيء آخر».
- على مدار العام في أسطورةٍ وأغنية (1897)
- كتاب هياواثا التمهيدي (1898)[12]
- من عدة أراض: قارئ ثالث (1901، مع ماري فرانسيس هول)[13]
- الجغرافيا الابتدائية (1901)[14]
- كتاب أساطير الطبيعة (1902)[15]
- أبطال نورثلاند (1909)[16]
- أبجدية هياواثا (1910، الرسوم التوضيحية بريشة إتش. دي. بول)[17]
- سكان الكهف والتل والبحيرة (1911)[18]
- القارئ الدرامي للصفوف الدنيا (1911)[19]
- «إلى معلمي كل العالم» (1915، مع كيت بليك وغريس ديغراف)[20]
- كتاب التهجئة اليومية (1917، مع إم. في. أوشيه ووليام أدالبرت كوك)[21]
- «المعلم» (1924)[22]

## الحياة الشخصية
توفيت هولبروك عام 1932 عن عمر ناهز 72 عامًا. تضم مجموعة شويمر لويد صورًا لهولبروك، وثمة صندوق من سجل قصاصات هولبروك في مكتبة نيويورك العامة. لا تزال كتبها تُطبع وتُباع، وجميعها تحت الملكية العامة. وفي عام 1983، كتب الكاتب الصحفي جيمس كيلباتريك عن عمل هولبروك في مجال الإدارة المدرسية.